# Baseball (videojuego)
Baseball  (ベースボール Bēsubōru?, lit. "Béisbol") es un videojuego de 1983 de Nintendo. Al ser un juego de lanzamiento para el Sistema de entretenimiento de Nintendo, y el atractivo universal de su deporte homónimo, se dice que el béisbol fue una clave para el éxito general del sistema, y una pieza importante de la historia de Nintendo.

## Historia
En 1983, la Famicom solo tenía tres juegos de lanzamiento, que pronto serían siete, incluido Baseball. Shigeru Miyamoto dijo que "personalmente quería que hubiera un juego de béisbol" y que estaba "directamente a cargo del diseño del personaje y del diseño del juego".
En el lanzamiento en 1985 de Nintendo Entertainment System en el mercado de prueba inicial de Manhattan, el juego fue destacado entre 18 juegos en total. Fue demostrado en una gran pantalla de proyector, por jugadores reales de Grandes Ligas de Béisbol que jugaron el juego y firmaron autógrafos para los fanáticos. Debido a que la industria de los videojuegos era muy joven y se había estrellado recientemente en América, y debido a que los otros juegos de lanzamiento de NES presentaban temas fantásticos que no se podían reconocer a primera vista, se decía que la presencia de un pasatiempo tradicional de los Estados Unidos era una ayuda instantánea para la presentación introductoria del sistema.

## Gameplay
Como en el béisbol real, el objetivo del juego es anotar la mayor cantidad de carreras. El juego es compatible con un jugador contra un oponente de la computadora, o dos jugadores. Cada jugador puede seleccionar uno de los seis equipos.
Aunque carecen de una licencia para dar los nombres oficiales de los equipos, sus iniciales en el juego están destinadas a representar los nombres de equipos reales de la Liga Central Japonesa o de la Liga Mayor de Béisbol de Estados Unidos en sus respectivas regiones. En el juego, la única diferencia práctica entre los equipos son los colores uniformes.
Estos son los equipos disponibles a elegir:
Versión japonesa
C: Hiroshima Toyo Carp
D: Dragones Chunichi
G: Gigantes Yomiuri
S: Golondrinas Yakult
T: Hanshin Tigers
W: Yokohama Taiyo Whales
Versión estadounidense
A: Oakland Athletics
C: Cardenales de San Luis
D: Los Angeles Dodgers
P: Philadelphia Phillies
R: Kansas City Royals
Y: Yankees de Nueva York

## Otros lanzamientos
| Nombre       | Lanzamiento | Plataforma      | Notas |
| ------------ | ----------- | --------------- | --- |
| vs. Baseball | 1984        | Arcade          | Nintendo Vs.. A diferencia del original, el juego cuenta con gráficos y voz adicionales.                  |
| Baseball     | 1986        | PlayChoice-10   | |
| Baseball     | 1989        | Game Boy        | |
| Baseball     | 2002        | e-Reader        | Tarjetas con código de barras, legibles con e-Reader y Game Boy Advance.                                  |
| Baseball     | 2002        | GameCube        | Baseball es un juego extra de NES en el juego de GameCube, Animal Crossing.                               |
| Baseball     | 2007        | Wii             | Virtual Console                                                                                           |
| Baseball     | 2011        | 3DS             | Virtual Console                                                                                           |
| Baseball     | 2013        | Wii U           | Virtual Console                                                                                           |
| Baseball     | 2018        | Nintendo Switch | Nintendo Entertainment System – Nintendo Switch Online. El emulador permite jugar el juego en línea.      |
| Baseball     | 2024        | Nintendo Switch | Game Boy – Nintendo Switch Online. El emulador permite jugar el juego en línea y modo multijugador local. |

## Recepción
En 2007, IGN le dio a Baseball un 5.5 de 10, destacando su profundidad de lanzamiento, su apoyo para dos jugadores, "su sentido de diversión todavía intacto" y su importante lugar en la historia de Nintendo. La revisión dijo que el lanzamiento en 1985 del mercado de prueba de Nintendo Entertainment System había "confiado en gran medida" en Baseball, debido al estado mundialmente reconocible del deporte. La revisión resumió que "la NES salió ganadora, gracias, en parte, a Baseball".
En 2006, GameSpot le dio a Baseball un 4.2 de 10, afirmando que si bien era fácil de jugar, la réplica "básica" del deporte "no ha resistido la prueba del tiempo".